# بلطي نيلي

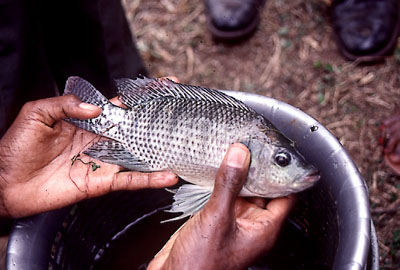

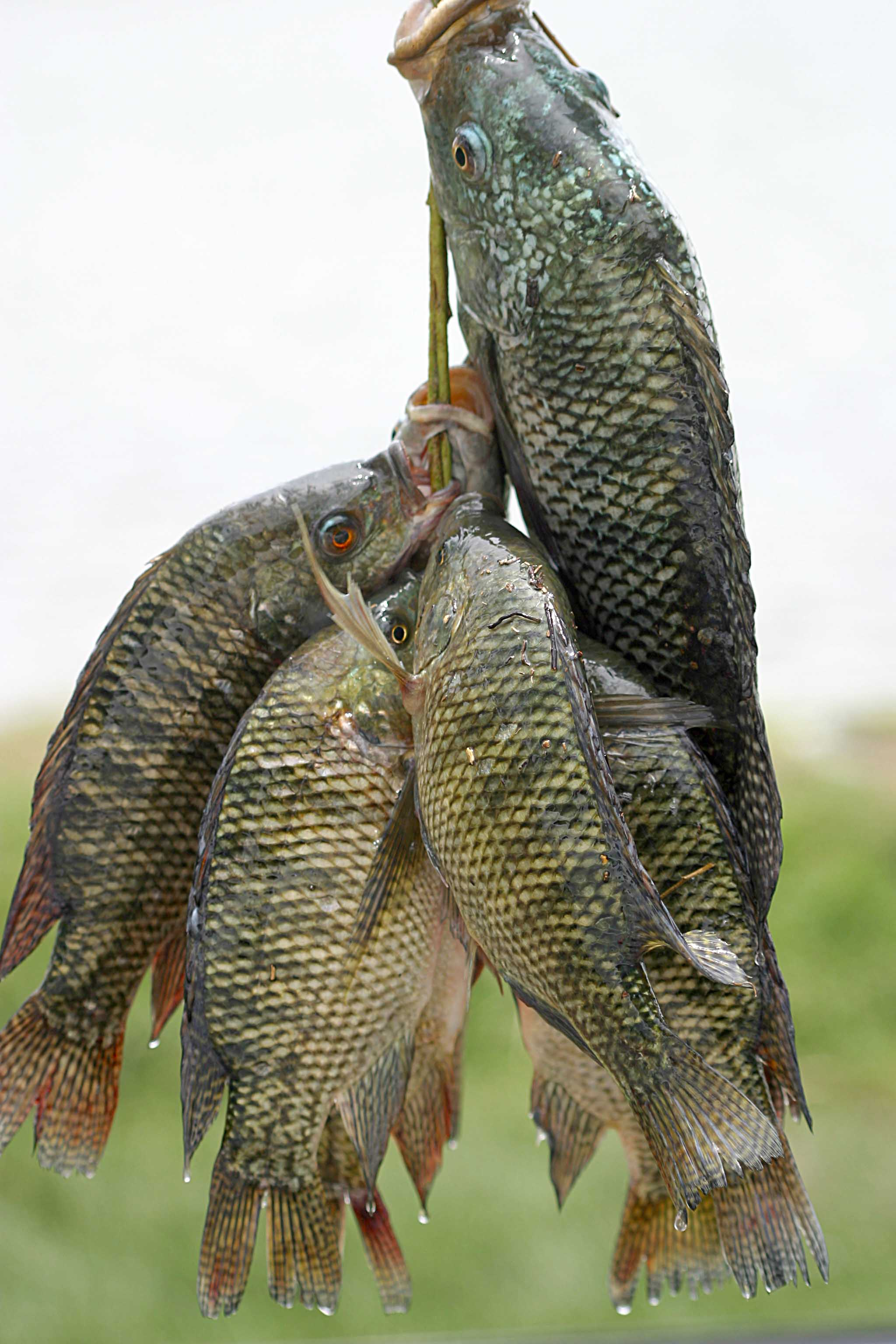
سمك النيل البلطي

البلطي النيلي (بالإنجليزية: Nile Tilapia)‏ و(باللاتينية: Oreochromis niloticus)، هو نوع من أنواع الأسماك التي تنتمي لعائلة أسماك البلطية. موطنه الأصلي هو في أفريقيا؛ من مصر وحتى وسط أفريقيا.